# Hyloxalus faciopunctulatus
Espèce
Synonymes
- Colostethus faciopunctulatus Rivero, 1991

Statut de conservation UICN

 DD  : Données insuffisantes
Hyloxalus faciopunctulatus est une espèce d'amphibiens de la famille des Dendrobatidae.

## Répartition
Cette espèce est endémique du département d'Amazonas en Colombie. Elle se rencontre de 40 à 150 m d'altitude.
Sa présence est incertaine au Pérou et au Brésil.

## Description
Les mâles mesurent de 21,20 à 23,70 mm et les femelles de 22,75 à 25,25 mm.

## Publication originale
- Rivero, 1991 : New Colostethus (Amphibia, Dendrobatidae) from South America. Breviora, no 493, p. 1-28 (texte intégral).